# Окусі
Окусі-Амбену (також просто Окусі, Амбену; порт. Oecussi-Ambeno, тетум Oe-Kusi Ambenu) — невеликий західний ексклав республіки Східний Тимор. Площа становить 817,23 км (5,6 % території країни). Адміністративний центр — місто Панте-Макасар.

## Географія

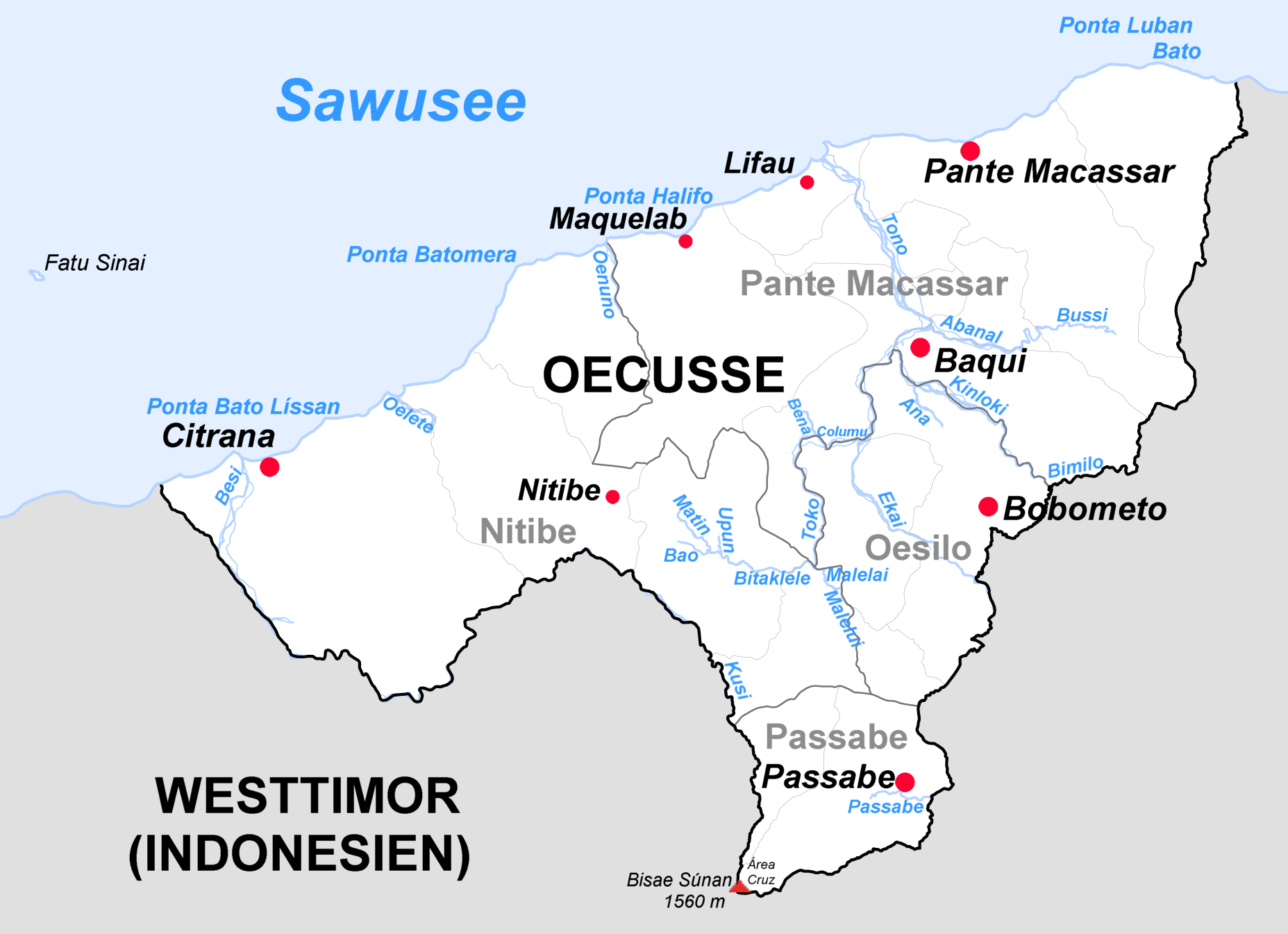
Карта району Окусі-Амбену

Розташований в північно-західній частині острова Тимор. З півночі омивається водами моря Саву (Індійський океан). З усіх інших боків район оточений територією республіки Індонезія (провінція Східні Малі Зондські острови). Протяжність берегової лінії становить близько 50 км, а протяжність сухопутного кордону — близько 300 км. Столиця району, місто Панте-Макасар, розташоване за 281 км на захід від Ділі. Найвища точка району, гора Ніпане, становить 1561 м над рівнем моря. Найбільша річка Окусі-Амбену — Тоно. Внутрішні райони — гірські, передгір'я покриті залишками тропічних лісів. Клімат — вологий, екваторіальний.

## Історія
Окусі-Амбену по праву вважається колискою Східного Тимору, бо саме тут був заснований перший португальська форт. Португальці відкрили острів в 1512 році, поступово поширивши свій вплив в регіоні. Домініканські монахи заснували в селі Ліфан за 5 км від Віла-Тавейру першу католицьку парафію. Від змішаних шлюбів португальців і місцевого австронезійського населення з'явилися топаси (метиси), нащадки яких переважають в адміністрації ексклаву й досі. Навіть бувши оточеними, католики-топаси чинили запеклий опір голландському вторгненню. Після краху Португальської Індонезії під натиском голландського флоту, топаси змогли відстояти 815 км² в районі Віла-Тавейру, а також надавали португальцям всіляку допомогу для підтримки Португальського Тимору, навіть бувши відрізаними від нього смугою голландських володінь. Після 1975 року топаси і автохтонне католицьке населення продовжувало чинити опір індонезійській окупації, поки в 2002 році Східний Тимор не здобув незалежність.

## Населення
Населення району за даними на 2010 рік становить 64 025 осіб; для порівняння, на 2004 рік воно налічувало 57 469 осіб. Щільність населення — 78,34 чол./км². Середній вік населення становить 18,8 років. У період з 1990 по 2004 роки середній щорічний приріст населення склав 1,16 %. Дитяча смертність за даними на 2002 рік становить 80 на 1000 новонароджених в Пассабе; 115 — в Осилу; 119 — в Нитібі і 122 — в Панте-Макасар. Для порівняння, середній по країні показник становить 98 на 1000. У підрайонах Пасабе і Панте-Макасар, всупереч національній тенденції, дитяча смертність зросла з часів перепису 1996 року. За даними на 2004 рік, в середньому на одну жінку припадає 5,54 дітей — в Пасабе; 5,92 — в Панте-Макасар; 6,76 — в Осилу і 6,88 — в Нитібі. В середньому по країні цей показник становить 6,99 дітей на 1 жінку.
Як і жителі індонезійської частини острова, велика частина населення ексклава говорить мовою уаб-мето. 61,9 % населення неписьменні (64,1 % жінок і 59,6 % чоловіків). Тільки 7,0 % осіб після 18 років закінчили середню школу (4,6 % жінок і 9,5 чоловіків). За даними на 2004 рік 99,5 % населення становлять католики; 0,4 % — протестанти.

## Адміністративний поділ

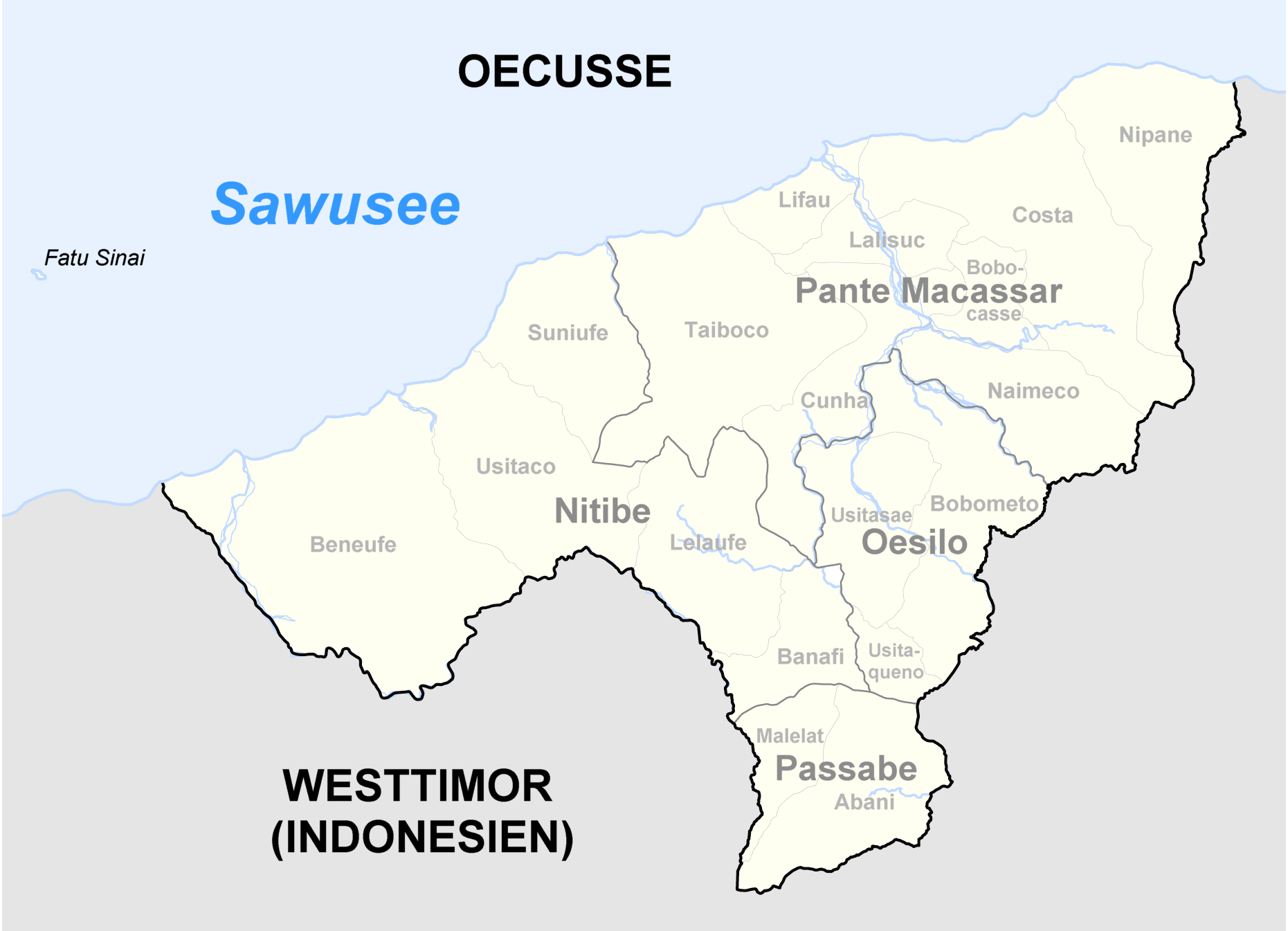
Адміністративний поділ району

В адміністративному відношенні поділяється на 4 підрайони:
| Підрайон      | Населення, чол. (2010) | Площа, км² |
| ------------- | ---------------------- | ---------- |
| Нитібе        | 11 366                 | 301,72     |
| Осилу         | 9861                   | 97,37      |
| Панте-Макасар | 35 226                 | 357,30     |
| Пасабе        | 7572                   | 60,84      |

## Економіка
Економіка району ґрунтується на сільському господарстві, основними культурами якого є: рис, батат, квасоля, соя, гарбуза, арахіс та ін. Рибальство грає досить незначну роль. Тільки п'ята частина господарств мають кавові дерева, причому майже половина їх знаходиться на півдні району, на височинах підрайону Пассабе, де каву вирощують близько 67 % господарств. Розвинуте тваринництво. Найбільш поширеними тваринами є кури і свині, що типово для Східного Тимору. Вівці, кози і буйволи грають другорядну роль. Близько 5 % господарств тримають коней, які ще використовуються і як засіб пересування.
Під час посух досить часто виникають нестача продовольства і води. Три п'ятих дітей у віці до п'яти років страждають від хронічного недоїдання.